# Vance-Owen-Plan

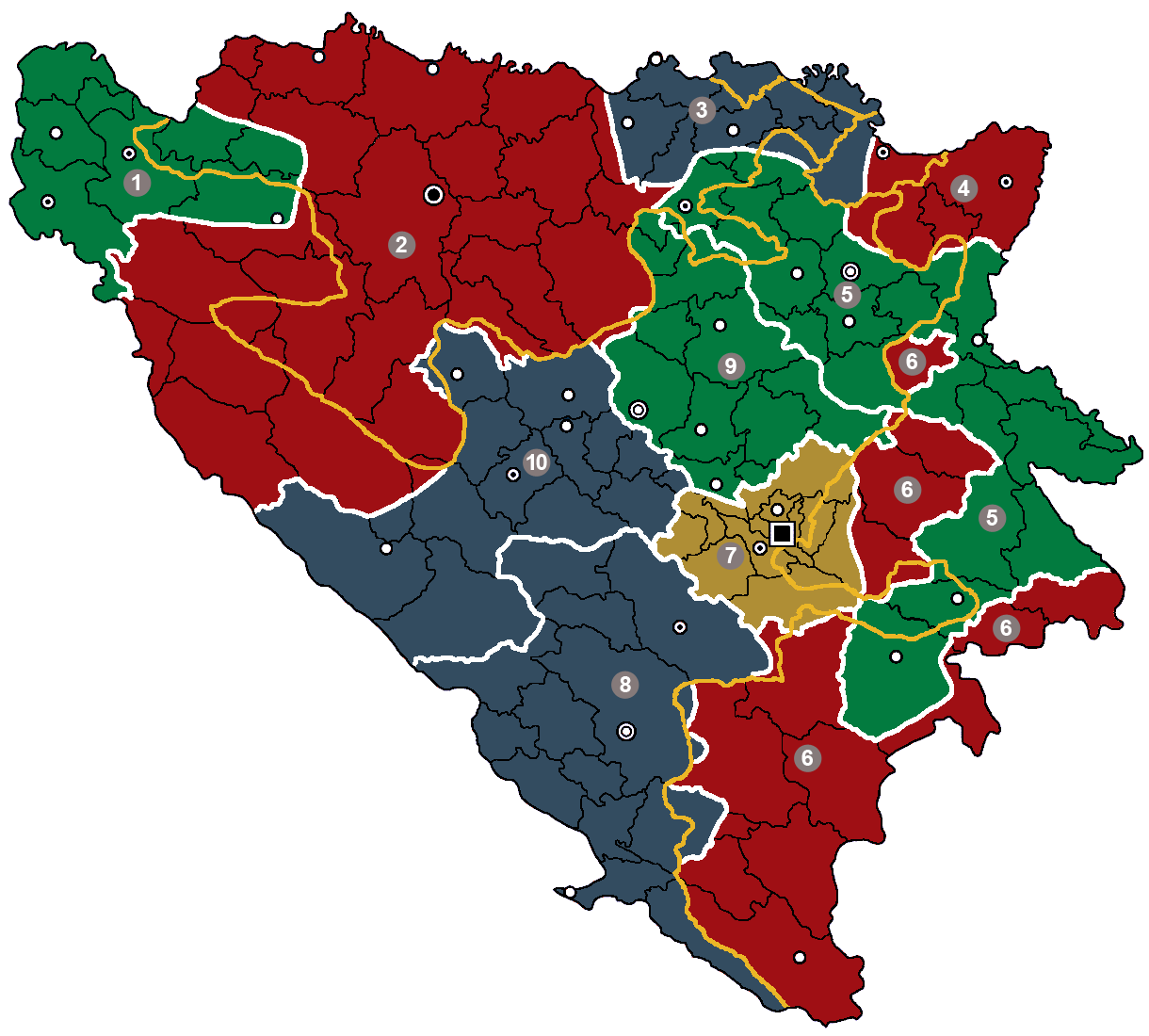
Karte Bosnien-Herzegowinas laut dem Vance-Owen-Plan:
Sarajevo
Bosniaken
Kroaten
Serben

Der Vance-Owen-Plan (auch Vance-Owen-Friedensplan) war ein Vorschlag zur Beilegung des Bosnienkriegs. Er wurde Anfang Januar 1993 von den beiden Vorsitzenden der Genfer Jugoslawienkonferenz, Cyrus Vance und David Owen vorgelegt. Der Plan hielt äußerlich an der Eigenstaatlichkeit von Bosnien und Herzegowina fest, sah aber einen dezentralisierten Staat vor, in dem die meisten Regierungsfunktionen von zehn weitgehend autonomen Provinzen ausgeübt werden.
Jede der drei Ethnien würde in je drei Provinzen die Mehrheit in der Bevölkerung bilden, während die Hauptstadt Sarajevo den Status eines ethnisch gemischten, entmilitarisierten Bundesdistrikts mit Sitz der Zentralregierung haben sollte. Die Bundeskompetenzen sollten jedoch auf Verteidigung, Außenpolitik und Handel eingeschränkt werden. Eine Präsidentschaft als höchstes Staatsorgan sollte aus je drei Vertretern der großen Volksgruppen bestehen.
Obwohl in fast allen Regionen eine Volksgruppe eine deutliche Mehrheit besaß (beruhend auf der Volkszählung 1991), sollten die ethnischen Vertreibungen revidiert werden und alle Regionen ethnisch gemischt sein. Die mehrheitlich von einer Gruppe bewohnten Regionen waren untereinander nicht verbunden. Damit sollte die Bildung administrativ zusammenhängender ethnisch homogener Räume verhindert werden. Die Verbindungswege zwischen den Provinzen sollten unter dem Schutz der UNPROFOR stehen. Schließlich sollten die Regionen mit einer serbischen Mehrheit nicht an den Nachbar Serbien grenzen.
Neben dem Plan der Aufteilung in Provinzen war ein Abkommen über einen gemeinsamen Verfassungsrahmen und ein Friedensabkommen vorgesehen. Da über die Grenzziehung zwischen den Provinzen keine Übereinkunft erzielt werden konnte, strich man diesen Teil des Plans zunächst wieder. Über die anderen Bestandteile des Plans wurde weiter verhandelt. Am 6. Mai 1993 lehnte das selbst ernannte Parlament der bosnischen Serben den Plan ab. Diese Ablehnung wurde in einem Referendum am 15./16. Mai von der serbischen Bevölkerung bestätigt. Cyrus Vance gab seine Aufgabe als UN-Vermittler zurück und wurde von Thorvald Stoltenberg abgelöst. Am 17. Juni 1993 erklärte David Owen den Plan offiziell für gescheitert.
Aufgrund der fehlenden Kompromissbereitschaft der beteiligten Kriegsparteien flammten die Kämpfe wieder auf. Einen weiteren Versuch zur friedlichen Einigung stellte der Owen-Stoltenberg-Plan dar.